# Madduwatta
Madduwatta war ein westkleinasiatischer Fürst zur Zeit des Hethiterreiches. Die Begebenheiten seiner Herrschaft sind in einem in Boğazköy aufgefundenen Keilschrifttext überliefert, der als Anklageschrift gegen Madduwatta (CTH 147) bekannt ist und zu den Achijawa-Texten gezählt wird, den hethitischen Texten, in denen das Land Aḫḫijawa erwähnt ist. In dem schlecht erhaltenen Text, abgefasst als Brief an Madduwatta, wirft der hethitische Großkönig in einem nicht näher bekannten Zusammenhang Madduwatta seine Treulosigkeit und Eidbrüchigkeit vor.

## Leben des Madduwatta

Anatolien zur Zeit der Hethiter

Aus der Quelle gehen die Lebensdaten des Madduwatta nicht hervor. Auch der nur mit der Bezeichnung Sonne (als Sumerogramm) bezeichnete Hethiterkönig wird namentlich nicht genannt.
Madduwatta war von Attariššija (auch Attarišija) von Aḫḫija aus seinem Land vertrieben worden und hatte Zuflucht am hethitischen Hof gesucht. Der König machte ihn zu seinem Gefolgsmann und setzte ihn als Herrscher von Zippašla ein, mit der Auflage, im Land Hariyati zu residieren und keinen Krieg ohne Erlaubnis des Großkönigs zu führen. Madduwatta setzte es jedoch durch, im Land Zippasla wohnen zu dürfen. Entgegen seiner Auflage begann er jedoch einen Krieg mit Kupanta-Kurunta, dem Herrscher von Arzawa, wurde von diesem besiegt, aus Zippasla vertrieben und floh abermals an den Hof des hethitischen Großkönigs.
Der Hethiterkönig begann einen Krieg gegen Arzawa und setzte Madduwatta wieder als Herrscher in Zippasla ein, verzichtete aber, darüber hinaus gegen Arzawa vorzugehen. Als Attariššija erneut gegen Madduwatta vorging, rettete diesen abermals eine hethitische Streitmacht, die nun im Fürstentum des Madduwatta stationiert blieb. Eine Rebellion der Städte Dalawa und Hinduwa gegen den Hethiterkönig nutzte Madduwatta zu einem konspirativen Vorgehen mit den Aufständischen gegen die hethitischen Truppen, derer er sich auf diese Weise entledigte. Sodann gab er seine Tochter dem König Kupanta-Kurunta von Arzawa zur Frau und ging selbst militärisch gegen das zum Hethiterreich gehörige Land Ḫapalla vor und eroberte dieses. Sodann machte er Eroberungen in den Lukka-Ländern und machte das Land Pitašša dem Hethiterkönig abspenstig, eroberte auch Ijalanti, Zumarri und Wallarimma. Lediglich Ḫapalla gab er auf Vorhaltungen des Großkönigs zurück.
Schließlich unterstützte er noch seinen ursprünglichen Feind Attarsiya bei dessen Vorgehen gegen Alašija, das der Großkönig ebenfalls zu seinen ihm untertanen Ländern zählte.

## Chronologische und historische Einordnung
Die Anklageschrift gegen Madduwatta enthält weder eine Datierung noch die Nennung des Namens der darin erwähnten Hethiterkönige (Vater und Sohn).
Von den frühen Erforschern der hethitischen Geschichte und der Achijawa-Frage (Emil Forrer und Albrecht Götze) wurden die Ereignisse in die Zeit der späten hethitischen Könige Tudḫaliya IV. und Arnuwanda III. und damit in die krisenhafte Zeit des späten 13. vorchristlichen Jahrhunderts unmittelbar vor dem Zusammenbruch des Hethiterreichs datiert. Götze zieht hierzu ein weiteres Keilschriftdokument heran, das den König Kupanta-Kurunta von Arzawa in Zusammenhang mit einem Kriegszug eines Königs Tudḫaliya und seines Sohnes Arnuwanda bringt.
Aufgrund philologischer Untersuchungen über die Sprache des Madduwattas-Textes kommt Heinrich Otten hingegen zu dem Schluss, dass der Text in die mittelhethitische Zeit (1500 v. Chr. – 1375 v. Chr.) zu datieren ist und die handelnden Könige Tudḫaliya I. und Arnuwanda I. sind. Dieser Datierung folgen auch die neueren Darstellungen der hethitischen Geschichte etwa von Trevor Bryce, Horst Klengel und Gary Michael Beckman et al. Inge Hoffmann hingegen meint u. a. aufgrund der Verwendung der Bezeichnung „Sonne“ für den Hethiterkönig als Urheber der Anklageschrift den Schöpfer des Großreichs Šuppiluliuma I. identifizieren zu können.
Die Datierung hat tiefgreifende Konsequenzen für die historische Einordnung des Geschehens. Die Datierung in der älteren Literatur auf die Spätzeit des Reiches sieht in der im Madduwatta-Text erkennbaren Nachgiebigkeit des Großkönigs gegen seinen ungetreuen Vasallen eine Auflösungserscheinung, die schließlich zum Untergang des Reiches führt. Nachdem in einem weitgehend korrumpierten Teil des Textes der Namen Mukšuš auftaucht, als dessen griechische Entsprechung Mopsos angesehen wird, waren Spekulationen über die Identität des aus der griechischen Mythologie bekannten Mopsos mit diesem Mukšuš als Nachfolger des Madduwatta eröffnet.
Die Vertreter einer früheren Datierung sehen hingegen in dieser Nachgiebigkeit einen Ausdruck einer Schwächeperiode des mittleren hethitischen Reichs vor dem Aufstieg zum Großreich unter Šuppiluliuma I. Trevor Bryce sieht hingegen darin eine überlegte Maxime der Politik der hethitischen Könige, die sich auf ihre Südostgrenze und den Zugang nach Syrien konzentrierten und daher danach strebten, dass an ihrer Westgrenze Ruhe herrschte und sich dort nicht in größere Konflikte verwickeln lassen wollten.

## Trivia
Gisbert Haefs lässt in seinem historischen Roman Troja unter den Nebenfiguren mit historisch überlieferten Namen einen Madduwattas auftreten, dessen Herkunft und Werdegang dem historischen Madduwatta entspricht, so wie ihn die ältere, inzwischen aufgegebene Datierung und Deutung darstellen. Er wird in dem Roman als uraltes, kannibalisches Scheusal beschrieben.